# El Coyul, San Pedro Huamelula
El Coyul är en ort i Mexiko.   Den ligger i kommunen San Pedro Huamelula och delstaten Oaxaca, i den sydöstra delen av landet, 500 km sydost om huvudstaden Mexico City. El Coyul ligger 31 meter över havet och antalet invånare är 2 204.
Terrängen runt El Coyul är platt åt sydost, men åt nordväst är den kuperad. Havet är nära El Coyul åt sydost.  El Coyul är det största samhället i trakten. 